# Централно командване на въоръжените сили на САЩ
Централното командване на САЩ (на английски: United States Central Command; USCENTCOM или CENTCOM) е единно командване в състава на Въоръжените сили на САЩ, отговарящо за планирането на операциите и управлението на американските войски в случай на военни операции в Близкия изток, Източна Африка и Централна Азия. Централното командване е създадено на 1 януари 1983 г. и е една от единадесетте подобни структури в рамките на Министерството на отбраната на САЩ. Основният щаб се намира във военновъздушната база MacDill (Тампа, Флорида). От 2002 г. изнесеният щаб на командването се намира във военновъздушната база Ал Удейд в околностите на град Доха в Катар.
Зоната на отговорност на Централното командване се простира на територията на 21 държави (Афганистан, Бахрейн, Египет, Израел, Йордания, Ирак, Иран, Йемен, Казахстан, Катар, Кувейт, Киргизстан, Ливан, ОАЕ, Оман, Пакистан, Саудитска Арабия, Сирия, Таджикистан, Туркменистан, Узбекистан), както и международни води (Червено море, Персийски залив, западната част на Индийския океан).
На Централното командване е подчинен щабът на Пети флот в Бахрейн, който отговаря за координацията на действията с Международната коалиция за морска безопасност.
През 2019 г. Върховният съвет за национална сигурност на Иран определи Централното командване като терористична организация.

## История
Иранската революция от 1979 г. и навлизането на съветските войски в Афганистан заставиха Пентагона да създаде Централно командване в Близкия изток (т.нар. Обединена група сили за бързо реагиране).
Ирано-иракската война и борбата с мините в Персийския залив стават първите бойни операции на Централното командване. През 1987 г. американски моряци вземат под своя защита 11 кувейтски танкера. През 1990 г., след нападението срещу Кувейт от армията на Садам Хюсеин, бронетанковите дивизии на САЩ са прехвърлени от Германия към южните граници на Ирак. На 17 януари 1991 г. започва операция „Пустинна буря“, по време на която територията на Кувейт е освободена, а иракските части са напълно разбити до 27 февруари.
Терористичните атентати от 11 септември 2001 г. стават прелюдия към международната война срещу тероризма, известна в страните от НАТО също като операция „Трайна свобода“. На 7 октомври 2001 г. започва нахлуването на страните от Алианса в Афганистан. На 19 март 2003 г. войната между САЩ и Ирак се подновява. На 13 декември 2003 г. в малко селце близо до Тикрит части от 4-та пехотна дивизия на САЩ задържат брадат старец, който скоро е идентифициран като някогашния страховит владетел на страната Садам Хюсеин. След поредица от процеси бившият иракски президент е екзекутиран чрез обесване на 30 декември 2006 г.
Раждането на Ислямската държава в Ирак и Леванта през лятото на 2014 г. допринася за създаването на нова военна коалиция против арабските терористични отряди. Силите на Централното командване заемат отначало Иракски, а през есента на 2014 г. – и Сирийски Кюрдистан.
Изострянето на американо-иранските взаимоотношения настъпва през декември 2019 г. След поражението в изборите на републиканската администрация на Доналд Тръмп се наблюдават определени отстъпки пред местните политически сили; така например, през лятото на 2021 г. са изтеглени всички американски войски от Афганистан, а към декември 2021 г. приключва своята дейност съвместната обединена оперативна група – операция „Непоколебима решителност“ в Багдад, като остават само около 2,5 хил. военни съветника в базите около Ербил.

## Състав
В момента Централното командване наблюдава всички военни операции на САЩ в Ирак, Сирия, Йемен и Афганистан.
- Централно командване на Армията на САЩ (United States Army Central (ARCENT)) – дислокация на щаба в авиобазата Шоу (Южна Каролина)
- Централно командване на силите на морската пехота на САЩ (United States Marine Forces Central Command) – дислокация на щаба в авиобазата Макдил (Флорида).
- Централно командване на ВМС на САЩ (United States Naval Forces Central Command) – дислокация на щаба в главната оперативна база в Бахрейн (Бахрейн).
- Централно командване на ВВС на САЩ (United States Air Forces Central Command) – дислокация на щаба в авиобазата Шоу (Южная Каролина)
- Централно командване за специални операции на САЩ (Special Operations Command Central) – дислокация на щаба в Кабул (Афганистан).